# Le Mesnil-Durand

Le Mesnil-Durand este o comună în departamentul Calvados, Franța. În 1 ianuarie 2018 avea o populație de 300 de locuitori.